# 松久由宇
松久 由宇（まつひさ ゆう、1949年4月19日 - ）は、北海道置戸町出身の漫画家。本名は松久壽仁で、この名義での作品もあるほか、別名に、クイーン・墓村、墓堀人、磨湖丈一、柳遼太、松久鷹人、鷹羽遙 などがある。

## 来歴
北海道置戸町に生まれる。置戸中学校3年生の頃、村岡栄一が主宰する漫画サークル「奇人クラブ」に参加する。会員には青池保子、岡田史子らがいた。
北海道浦幌高等学校に進学、高校1年のときに北海道新聞社主催の漫画募集企画に参加し、これがきっかけで同郷の大和和紀に誘われ、高畠敦子（鷹羽あこ）の主催していた漫画サークル「ファンタジック・クラブ」に「磨湖丈一」の筆名で参加。高校3年のとき、同じクラスとなった吾妻日出夫（ひでお）と知り合い、吾妻にプロ漫画家になることを勧める。
佐藤まさあきのアシスタント公募に応募し、1968年、高校卒業とともに上京し住み込みアシスタントとなるも4か月で辞任、桑田次郎（のち二郎）のアシスタントに移籍、『大復活』『ミュータント伝』『デスハンター』等の作業に参加する。桑田の仕事量が減少した時期に、井上英沖（すでにベテラン漫画家であったが、仕事が途切れ金に困って桑田のアシスタントになっていた）の紹介で、「ゴルゴ13」のスチールアニメ（1971年4月 - 7月放送）制作に参加している。その後独立。
漫画家デビューの頃から依頼原稿のみを描いており、投稿も持ち込みもしたことがないという。

## 作品リスト

### 松久由宇名義
- 初体験 青春ポエム（原作：やまさき十三、久保書店、1979年）
- 哀愁荒野（原作：梶原一騎、ヤングジャンプ・コミックス、1980年 - 1981年）
- スター・ロード（久保書店、1980年）
- スカイ・ロード（久保書店、1980年）
- タイムフライト（東京三世社、1981年）
- 危険なジル（原作：工藤かずや、リイド社、1984年）
- 野菊の墓・瀧口入道（原作：伊藤左千夫、高山樗牛、暁教育図書、1987年）
- 幸子の場合（原作：やまさき十三、大陸書房、1987年）
- 風の戦士（東京三世社、1987年）
- ニア・デス! 102名の臨死体験者の衝撃リポート!!（原作：ケネス・リング（英語版）、コミックス、1992年）
- ハイエナの夜（原作：夢枕獏、三和出版、2001年）
- 破天荒ヤクザ伝浜本政吉（原作： 山平重樹、竹書房コンビニコミック）
  - 青春人情編 （2004年）
  - 爆裂！兵隊編（2004年）
  - 游侠烈士編（2005年）
- おとしね三国志（原作：高山芳紀、集英社コンビニコミック、2006年）
- 愛さずにいられない（原作:ひじかた憂峰、芳文社コミックス、2007年）

### クイーン・墓村名義
- 夢幻機（『劇画アクション』、1972年）

### 松久壽仁名義
- ウルトラマンA （脚本：新藤義親、双葉社アクションコミック 1999年） - COMIC'S★ウルトラ大全集として刊行予定だった作品
- 伊東むかし物語 伊東祐親とその時代（シナリオ：綿引勝美・嶋田眞之、伊東市文化財史蹟保存会、2004年）

### 松久寿仁名義
- 1 1/2からの愛（原作：伊藤裕作）

### 松久鷹人名義
- 陽美子 全2巻（原作：工藤かずや、リイド社、1984年）
- I・餓男（アイウエオボーイ）（原作：小池一夫、『COMIC劇画村塾』版、1984 - 1985年連載）

### 鷹羽遙名義
- 魔獣戦士（東京三世社、1988年）
- SF新古事記 まんが高天原ストーリー（原作：那野比古、扶桑社、1989年）
- 水滸伝 〜天命の誓い〜（脚本：三上修平、光栄、1991年）
- 絵で見るスキット英会話5 海外旅行（著者：坂巻潤子、アヴィ・ランド－）
- 100のおもてなし100の言葉―コミック版 旅館接客マニュアル入門（原作：福島規子、柴田書店、正 1994年、続 2000年）
- グランドスラム（原作：高山芳紀）